# ديفيد مارتينيز
ديفيد مارتينيز (بالإسبانية: David Martínez)‏ هو منافس ألعاب قوى إسباني، ولد في 31 يناير 1967 في بيتانزوس في إسبانيا.

## وصلات خارجية
- ديفيد مارتينيز على موقع الاتحاد الدولي لألعاب القوى (الإنجليزية)
- ديفيد مارتينيز على موقع اللجنة الأولمبية الدولية (الإنجليزية)
- ديفيد مارتينيز على موقع أوليمبيديا (الإنجليزية)